# Henrik Toft Hansen
Pour les articles homonymes, voir Toft Hansen.
Henrik Toft Hansen, né le 18 décembre 1986 à Skive au Danemark, est un handballeur danois. Il joue au poste de pivot du Mors-Thy Håndbold.
Avec l'équipe nationale du Danemark, il a remporté les trois compétitions internationales : Champion d'Europe en 2012 puis Champion olympique en 2016, il devient Champion du monde en 2019 à domicile.
Son frère René Toft Hansen, est également handballeur et occupe le même poste de pivot. Henrik est marié à la handballeuse suédoise Ulrika Toft Hansen, évoluant également au poste de pivot.

## Palmarès

### En équipe nationale
Jeux olympiques
- Médaille d'or aux Jeux olympiques de 2016 à Rio de Janeiro
- Médaille d'argent aux Jeux olympiques de 2020, à Tokyo

Championnats du monde
- Médaille d'argent au Championnat du monde 2013
- 5e place au Championnat du monde 2015,  Qatar
- 10e place au championnat du monde 2017,  France
- Médaille d'or au championnat du monde 2019,  Danemark et  Allemagne

Championnat d'Europe
- Médaille d'or Championnat d'Europe 2012,  Serbie
- 6e place au Championnat d'Europe 2016,  Pologne
- 4e place au championnat d'Europe 2018,  Croatie
- Médaille de bronze au Championnat d'Europe 2022

### En club
Compétitions nationales
- Vainqueur du Championnat du Danemark (2) : 2010, 2012
- Vainqueur de la Coupe du Danemark (1) : 2012
- Vainqueur du Championnat d'Allemagne (1) : 2018
  - Deuxième en 2016, 2017
- Vainqueur du Championnat de France (5) : 2019, 2020, 2021, 2022 et 2023
- Vainqueur de la Coupe de la Ligue française (1) : 2019
- Vainqueur de la Coupe de France (2) 2021, 2022

Compétitions internationales
- finaliste de la Coupe EHF en 2015